# Chiesa di Santa Teresa di Gesù Bambino (Scandiano)
La chiesa dei Santa Teresa di Gesù Bambino è un edificio di culto cattolico situato a Scandiano, in provincia di Reggio Emilia e diocesi di Reggio Emilia-Guastalla; fa parte del vicariato della Valle del Secchia.

## Storia
Questa chiesa è la più recente del territorio scandianese. La chiesa venne costruita tra il 1983 e il 1984 su progetto dell’architetto Marco Azzali di Livorno. Nel 2005 vengono eseguiti i primi lavori di restauro.

## Architettura
La chiesa possiede un'unica aula con il presbiterio rialzato, con al centro una mensa in marmo. Sulla parete di fondo, leggermente curva, sono presenti due dipinti dell'artista Paris Cutini. L'ingresso è situato a est dell'aula. Sia l’interno che l'esterno è realizzato in mattoni lasciati a vista. Il complesso possiede anche una torre campanaria a pianta circolare.